# والنتینا بونی
والنتینا بونی (انگلیسی: Valentina Boni؛ زادهٔ ۱۴ مارس ۱۹۸۳) بازیکن فوتبال اهل ایتالیا است.
وی همچنین در تیم ملی فوتبال زنان ایتالیا بازی کرده‌است.